# Furina
Furina — рід отруйних змій родини аспідових (Elapidae). Представники цього роду мешкають в Австралії та на Новій Гвінеї.

## Види
Рід Furina нараховує 5 видів:
- Furina barnardi (Kinghorn, 1939)
- Furina diadema (Schlegel, 1837)
- Furina dunmalli (Worrell, 1955)
- Furina ornata (Gray, 1842)
- Furina tristis (Günther, 1858)